# Diedrich Hupe
Diedrich Hupe († 24. März 1498 in Lübeck) war ein deutscher Kaufmann und Bürgermeister der Hansestadt Lübeck.

## Leben
Diedrich Hupe gehörte als Fernhandelskaufmann der Kaufleute-Kompagnie in Lübeck an und hatte, als junger Kaufmann nach Krakau entsandt, von dort aus Armenien und die Tatarei bereist. Er wurde 1477 in den Rat der Stadt erwählt und war als ihr Gesandter 1480 in Hamburg und 1484 in Lüneburg. 1480 ist er als Wetteherr gemeinsam mit dem Ratsherrn Dietrich Basedow überliefert. Als Ratsherr kümmerte er sich auch um die Angelegenheiten der Niederlassung der Hanse in London, die sich seit 1475 nach der Beendigung des Hansisch-Englischen Krieges 1474 wieder im Stalhof befand, wo sein Schwager Tideman Berck aus Lübeck 1486 Ältermann war. So gehörte er 1487 der Kommission zur Prüfung der Abrechnung des Kaufmanns zu London an, war beigezogen zur Abfassung eines Schreibens an den englischen König Heinrich VII., in dem die von den Engländern konfiszierten Güter spezifiziert wurden und vernahm Zeugen in Sachen des Kaufmanns zu London. 1491 gehörte er der Gesandtschaft an, die mit den Abgesandten des englischen Königs Heinrich VII. in Antwerpen verhandelte. 1493 stimmte er sich in Mölln mit Vertretern der Hansestädte Hamburg und Lüneburg über das weitere Vorgehen gegen die Belagerung der Hansestadt Braunschweig ab und verhandelte im selben Jahr in Segeberg und Reinfeld (Holstein) mit König Johann I. von Dänemark. 1494 wurde er im Rat zum Lübecker Bürgermeister bestimmt. 1495 wurde er Mitglied der patrizischen Zirkelgesellschaft. Gemeinsam mit dem Lübecker Ratsherrn Hartwig von Stiten vermittelte er 1495 in Parkentin in einem Streit zwischen der Stadt Rostock und den Herzögen von Mecklenburg.
Hupe war seit ca. 1460 verheiratet mit Taleke, einer Tochter des Lübecker Bürgers Heinrich Berck und bewohnte das Hausgrundstück Breite Straße 13 in Lübeck. Er war Vorsteher des St. Jürgen-Stiftes in Lübeck.